# Cumberland, Rhode Island
Cumberland är en kommun (town) i Providence County i delstaten Rhode Island, USA med 36 405 invånare (2020).  Orten har fått sitt namn efter Prins Vilhelm, hertig av Cumberland. 

## Kända personer från Cumberland
- Latimer Whipple Ballou, politiker
- Bobby Farrelly, regissör, manusförfattare och filmproducent
- Thomas Jenckes, politiker
- Daniel McKee, företagsledare och politiker